# نووه سادی (ناحیه ویشکوف)
نووه سادی (ناحیه ویشکوف) (به چکی: Nové Sady) یک منطقهٔ مسکونی در جمهوری چک است که در ناحیه ویشکوو واقع شده‌است. نووه سادی ۲٫۴۲ کیلومتر مربع مساحت و ۸۸ نفر جمعیت دارد و ۵۵۰ متر بالاتر از سطح دریا واقع شده‌است.